# ターゲスシュピーゲル
ターゲスシュピーゲル（独: Der Tagesspiegel）は、1945年に西ベルリンで設立されたドイツ連邦共和国の高級日刊紙。再統一以降、発行部数を増やして14万8000部。ドイツ政治の文脈では中道に分類される自由主義の新聞である

。名称は「The Daily Mirror」を意味する。

## 概要
戦後間もない1945年9月27日にアメリカ軍の認可の下で初刊が発行される。発行人はエリック・レーガー、ヴァルター・カルシュ、エドウィン・レッズロブ、創業当時のベルリンは封鎖により英米仏の管轄に置かれた。東ベルリンとブランデンブルクの流通を断たれて購読が止まったため、同紙の主な読者は市の西半分に集中した。
紙面の再設計に取り組み、色数を増やし鮮明な書体を再び導入。2005年にはニュースデザイン協会「Society for News Design」（ニューヨーク）から「世界で最も優れたデザインの新聞」賞を受けた。月曜日から日曜日まで発行され、購読部数は1日平均14万部。
クロイツベルク地区アスカニッシャー広場に移転し、ポツダム広場とベルリンの壁跡からおよそ600 mほどである。
ポツダムほかアメリカ合衆国ワシントンD.C.に特派員事務所を構え、英語版を発行し、マイケル・スカトゥーロ編集長時代（2005年 - 2008年）に『ベルリン新聞』（en:The Berlin Paper）とも呼ばれた。

## 社史と特徴
創刊から45年超、独立した基金を運営母体として発行を続けた。1990年代に出版界の競争が激化、新しい印刷工場の建設や流通の改善ほか、技術の近代化に乗り出した1993年、ホルツブリンク出版グループの買収を受け入れて必要な投資を呼び込んだ。発行人はディーター・フォン・ ホルツブリンク。
本紙と同名の版元（有限会社）の親会社ホルツブリンク出版グループのもと、同じ系列に『ウォール・ストリート・ジャーナル』（特集号）がある。2009年には、発行人D・ホルツブリンクがこの新聞（Der Tagesspiegel）と『ハンデルスブラット』を買い取った。
アメリカのワシントンD.C.駐在員を務めたChristoph von Marschallは2007年、2008年に本紙ドイツ語、英語の両方でバラク・オバマ候補の大統領選挙活動を署名記事として報じ、単行本を上梓した（『Barack Obama – Der schwarze Kennedy』）。本書（ドイツ語版）はベストセラーになり、大統領を務めたオバマとジョン・F・ケネディーを対照する視点はほかの評論家も取り入れた。

### 主な関係者
- 編集主幹　初代＝シュテファン・アンドレアス・カスドーフとローレンツ・マロルト
- 編集人　ピエール・ゲーケンス、ジョヴァンニ・ディ・ロレンツォ（英語）とヘルマン・ルドルフ。
- 著名な執筆者
  - 科学分野　バス・カスト Bas Kast（英語）
  - 文学　ハラルド・マルテンスタイン Harald Martenstein（英語）、大学教員（2022年に退任？[疑問点 – ノート][10]）。